# Супрун, Александр Макарович
Александр Макарович Супрун — советский хозяйственный, государственный и политический деятель, Герой Социалистического Труда.

## Биография
Родился в 1914 году в селе Ворожба. Член КПСС.
В 1934—1971 гг. — участник Великой Отечественной войны, начальник химической службы 111-го гвардейского стрелкового полка, помощник начальника химического отдела 5-й ударной армии, агроном колхоза. В 1952—1971 гг. председатель колхоза имени Ленина Черкасского района Черкасской области Украинской ССР.
Указом Президиума Верховного Совета СССР от 22 марта 1966 года присвоено звание Героя Социалистического Труда с вручением ордена Ленина и золотой медали «Серп и Молот».
Умер в селе Червоная Слобода в 2000 году.